# إيستاني
بلدية ليستانْيْ (بالكاتالانية: l'Estany) هي إحدى بلديات مقاطعة برشلونة, والتي تقع في منطقة كاتالونيا، شرق إسبانيا.
يبلغ عدد سكانها 379 نسمة وفقاً لإحصائية سنة (2007).